# モンテナルス
モンテナルス（伊: Montenars）は、イタリア共和国フリウリ＝ヴェネツィア・ジュリア州ウーディネ県にある、人口約500人の基礎自治体（コムーネ）。

## 名称
標準イタリア語以外では以下の名称を持つ。
- フリウリ語: Montenârs

## 地理

### 位置・広がり

#### 隣接コムーネ
隣接するコムーネは以下の通り。
- アルテーニャ
- ジェモーナ・デル・フリウーリ
- ルゼーヴェラ
- マニャーノ・イン・リヴィエーラ
- タルチェント

### 気候分類・地震分類
モンテナルスにおけるイタリアの気候分類 (it) および度日は、zona F, 3330 GGである。
また、イタリアの地震リスク階級 (it) では、zona 1 (sismicità alta) に分類される。

## 行政

### 分離集落
モンテナルスには、以下の分離集落（フラツィオーネ）がある。
- San Giorgio, Sant'Elena, Santa Maria Maddalena

## 姉妹都市
- アレッツォ、イタリア 1977年